# Gilmour Leburn
William Gilmour Leburn (30 juillet 1913 - 15 août 1963) est un directeur d'entreprise britannique et député conservateur de Kinross et du West Perthshire de 1955 à 1963. Il sert dans le gouvernement de Harold Macmillan en tant que sous-secrétaire d'État pour l'Écosse ; sa mort soudaine ouvre la voie au successeur de Macmillan, Sir Alec Douglas-Home pour revenir à la Chambre des communes.

## Jeunesse
Leburn fait ses études à Gateside Village School, puis à Strathallan School, une école indépendante dans le Perthshire. Au lieu d'aller à l'université, il devient apprenti menuisier pour Gateside Mills Co. Ltd., avec laquelle sa famille a des liens.

## Service de guerre
Au début de la Seconde Guerre mondiale, Leburn devient officier des transmissions de la brigade de la 154e brigade d'infanterie de la 51e division des Highlands, qui sert en France. En 1941, il est nommé officier d'état-major de la brigade, et combat à El Alamein où il est grièvement blessé : il passe deux ans à l'hôpital pour se rétablir. Quand bien, il rejoint le Staff College, Camberley, où il est promu au grade de major. Pendant la guerre, Leburn est mentionné dans les dépêches à deux reprises.

## Activité politique
Une fois démobilisé, Leburn retourne à la Gateside Mills Company, où il entre dans la direction. Il devient politiquement actif dans le parti unioniste, et en 1948 est élu au Conseil du comté de Fife. Il apprécie la vie au Conseil et est vice-organisateur en 1951-1952. Leburn est choisi pour succéder à William McNair Snadden comme candidat unioniste pour Kinross et West Perthshire lorsque Snadden ne se représente pas aux élections générales de 1955. Leburn gagne facilement ce qui est une place sûre.
Son discours inaugural appelle à l'utilisation de plus petits bus avec chauffeur dans les zones rurales. Leburn est fidèle au gouvernement d'Anthony Eden sur la crise de Suez, signant une motion qui loue la politique du ministre des Affaires étrangères tout en condamnant l'attitude du gouvernement des États-Unis. Il devient populaire auprès des députés conservateurs et est secrétaire parlementaire privé de John Maclay (le secrétaire d'État pour l'Écosse) à partir de 1957.

## Cabinet ministériel
Après les élections générales de 1959, Leburn est intégré au gouvernement en tant que sous-secrétaire d'État à l'Ecosse. Il a des responsabilités spécifiques pour l'agriculture, la sylviculture et la pêche, ce qui l'amène à intervenir pour tenter de résoudre un différend entre les pêcheurs écossais sur l'île de Lewis en 1961. À partir de septembre 1962, Leburn passe à la planification, au logement et à l'industrie.
Leburn est décédé subitement d'une crise cardiaque alors qu'il se trouvait dans son pavillon de chasse à Lochmore près de Lairg, Sutherland en août 1963, à l'âge de 50 ans . Son siège est à l'époque le siège conservateur et unioniste le plus sûr d'Écosse. L'association locale choisit comme successeur George Younger, mais la nomination du comte de Home en tant que premier ministre nécessite qu'il siège à la Chambre des communes. Home renonce à sa pairie en vertu de la Peerage Act 1963, et Younger accepte de renoncer à sa candidature au siège.